# Jean-Marc Stehlé
Jean-Marc Stehlé, né le 1er mai 1941 à Genève et mort le 9 août 2013 à Paris, est un scénographe, chef décorateur et acteur suisse.
Ayant travaillé aussi bien pour le théâtre, l'opéra et le cinéma et collaboré avec de grands noms de la mise en scène, dont Benno Besson, Philippe Mentha et Matthias Langhoff, son œuvre a été récompensée par l'obtention en 2009 de l’Anneau Hans Reinhart, la plus haute distinction du théâtre suisse.

## Biographie
Après des études suivies à l'École des arts décoratifs de Genève, Jean-Marc Stehlé commence sa carrière en 1963 en réalisant les décors au théâtre de Carouge pour des mises en scène de François Simon, Philippe Mentha, Roger Blin, Charles Apothéloz. Son premier succès est d'avoir réalisé les décors pour la mise en scène d’Armen Godel de la pièce d'Anton Tchekhov « Sur la grande-route ».
Dès 1968, il est engagé comme comédien et décorateur sous la direction de Philippe Mentha. Il se produit sur les planches de nombreux théâtres de Suisse romande, dont la Comédie et le Grand Théâtre de Genève, mais aussi le Théâtre municipal de Lausanne. Une collaboration étroite se noue avec Philippe Mentha dès la création du Théâtre Kléber-Méleau en 1979. Par ailleurs, Jean-Marc Stehlé exerce ses talents à travers l'Europe, en France, en Italie, en Allemagne, en Autriche et en Finlande.
À partir des années 80, il s'oriente vers le cinéma. Après avoir réalisé les décors du long-métrage Romuald et Juliette de Coline Serreau en 1989, il joue dans les films Bon Voyage de Jean-Paul Rappeneau en 2003 et Marie-Antoinette de Sofia Coppola en 2006. Sa carrière d'acteur compte quelques apparitions sur le petit écran, dont Gaspard le bandit (2006) et Les Faux-monnayeurs (2010), adapté du roman d'André Gide.
Jean-Marc Stehlé meurt le 9 août 2013 dans le 20e arrondissement de Paris des suites d'une longue maladie.

## Filmographie

### Comme décorateur
- 1988 : Romuald et Juliette de Coline Serreau
- 2006 : La Grande peur dans la montagne de Claudio Tonetti : Pont

### Comme acteur

#### Au cinéma
- 1981 : L'Ogre de Barbarie de Pierre Matteuzzi
- 1982 : Polenta de Maya Simon : Hector
- 1985 : Derborence de Francis Reusser : Loutre
- 1988 : Romuald et Juliette de Coline Serreau : Fonctionnaire 2
- 2001 : Chaos de Coline Serreau : Blanchet
- 2002 : Adolphe de Benoît Jacquot : le père d'Adolphe
- 2003 : Bon Voyage de Jean-Paul Rappeneau : Professeur Kopolski
- 2005 : L'Avion de Cédric Kahn : le Grand-père de Charly
- 2006 : Call Me Agostino de Christine Laurent : l'ami d'enfance d'Adrien
- 2006 : Marie-Antoinette de Sofia Coppola : Docteur Lassonne
- 2010 : Film Socialisme de Jean-Luc Godard : Otto Goldberg
- 2010 : Au fond des bois de Benoît Jacquot : Le forgeron
- 2012 : Les Adieux à la reine de Benoît Jacquot : Le maréchal de Broglie

#### Téléfilms
- 1980 : La Grotte aux loups de Bernard Toublanc-Michel : Le fromager
- 1993 : Le Ciel pour témoin de Denis Amar : Charles
- 2005 : Vénus et Apollon de Tonie Marshall (épisode Soin sans retour)
- 2006 : Gaspard le bandit de Benoît Jacquot : Maraval
- 2010 : Les Faux-monnayeurs de Benoît Jacquot : M. Lapérouse

## Distinctions
Outre six Molières obtenus à la suite de ses réalisations pour le théâtre français, Jean-Marc Stehlé reçoit en 2009 l'Anneau Hans Reinhart, récompensant l'ensemble de sa carrière de scénographe-décorateur.